# Scoparia ancipitella
Scoparia ancipitella  (лат.) — вид чешуекрылых насекомых из семейства огнёвок-травянок. Распространён в Центральной и Северной Европе, европейской части России, Южной Сибири, Амурской области и Приморском крае. Размах крыльев 16—19 мм. Передние крылья серые.